# Viktorka (film)
Viktorka je československé filmové drama režiséra Jana Svobody z roku 1935.

## Obsazení
| Jarmila Beránková | Viktorka            |
| Ladislav Brom     | černý myslivec      |
| Jan W. Speerger   | rýznburský myslivec |

## Tvůrci
- Námět: Božena Němcová novela Babička
- Scénář: Jan Svoboda
- Hudba: Otakar Jeremiáš
- Kamera: Jan Roth
- Režie: Jan Svoboda
- Další údaje: čenobílý, 150 min, drama